# Saprinus centralis
Saprinus centralis är en skalbaggsart som beskrevs av Rolf Martin Theodor Dahlgren 1971. Saprinus centralis ingår i släktet Saprinus och familjen stumpbaggar. Inga underarter finns listade i Catalogue of Life.